# Hoa Sơn, Mã An Sơn
Hoa Sơn (chữ Hán giản thể: 花山区, âm Hán Việt: Hoa Sơn khu) là một quận thuộc địa cấp thị Mã An Sơn, tỉnh An Huy, Cộng hòa Nhân dân Trung Hoa. Quận này có diện tích 123 km2, dân số 240.000 người, mật độ dân số 1951,2 người/km². Về mặt hành chính, quận Hoa Sơn được chia thành 4 nhai đạo biện sự xứ: Sa Đường Lộ, Giải Phóng Lộ, Hồ Đông Lộ, Đào Nguyên Lộ. 